# Liste anarchistischer Organisationen
Die Liste anarchistischer Organisationen enthält historische und gegenwärtige anarchistische – im weitesten Sinne – Organisationen (Gruppen, Vereinigungen, Föderationen, Netzwerke, Kollektive) der internationalen anarchistischen Bewegung.

## A
- Acratas, gegründet 1967 in Madrid (Spanien). „The anti-crats (or acratas) disrupt political meetings every weekend, in Madrid & all the major centers“.
- Affinity Group, eine Gruppe von Aktivisten die zusammen Direkte Aktionen ausführen.
- Alarm (All London Anarchist Revolutionary Movement).[2]
- Anarchists Against the Wall (AATW), 2003 gegründet als Gruppierung gegen israelische Sperranlagen im Westjordanland.
- Anarcho Communism Activist Group Luxembourg, 2016 gegründet von Luxemburgischen Regierungsgegner und Mitglieder des Hacker Kollektivs Anonymous
- Anarchist Black Cross (ABC), eine zwischen 1900 und 1906 gegründete internationale Organisation. Logo des ABC

Logo des ABC

- Anarchist Federation (AF), Föderationen von Anarchokommunisten in Großbritannien.[3][4]
- Anarchistische Föderation, ein freiwilliger Zusammenschluss anarchistischer Gruppen auf solidarischer Basis.
- Anarchistische Föderation Polen (Federacja Anarchistyczna, FA).[5]
- Anarchistische Aktion Zentralschweiz[6]
- Anarchistischer Frauenbund Deutschlands
- Anarchistische Organisation in Malta[7]
- Anarchosyndikalistische Initiative (Anarho-sidnikalistička inicijativa) Serbien.[8]
- Antiautoritäre Internationale, eine Arbeiterinternationale, die sich aus antiautoritären und kollektivistischen Sektionen der Internationalen Arbeiterassoziation zusammensetzte.
- Anarchist International University Federation (AIUF), Norwegen.[9]
- Anarchistisches Netzwerk Südwest*, Das Anarchistische Netzwerk Südwest* mit Gruppen aus den Städten: Freiburg, Mannheim, Ortenau, Karlsruhe, Saarbrücken, Mainz, Pforzheim, Heidelberg, Ludwigsburg, Stuttgart, Konstanz,[10]
- Anarcho-Syndikalistische Jugend, auch Anarchistisch-Syndikalistische Jugend, ein loser Zusammenschluss von mehreren anarchosyndikalistischen Jugendgruppen in Deutschland.
- Anarchy in Nippon, japanische anarchistische Gruppe[11]
- Angry Brigade, eine anarchistisch ausgerichtete, vom Situationismus beeinflusste britische Stadtguerillagruppe in den frühen 1970er Jahren.
- Assoziation Anarchistischer Bewegungen (AAB) (russisch: Ассоциация Движений Анархистов, АДА). Zur Assoziation gehören unter anderem die Agrarische Anarchistische Gruppe, Liga des Individuellen Anarchismus, AnarchistInnen des Moskauer Gebiets, Sahaliner Anarchistische Gruppe. Gegründet im Juni 1990 nach Zersplitterung der Konföderation der AnarchosyndikalistInnen (KAS), der ersten allgemeinen anarchistischen Organisation der UdSSR.[12][13]
- Antiauthoritorian Movement, Griechenland[14][15]
- Awareness League (AL), nigerianische anarchistische Organisation. Im Dezember 1996 trat sie der anarchosyndikalistischen IWA-AIT bei[16]

## B
- Gruppe B.A.S.T.A., eine autonome Studiengruppe, 1995 gegründet als Reaktion auf den Aufstand in Mexiko 1994. Zielsetzung: Ablehnung des Kapitalismus, Krieg, Militarismus und Patriarchat. Für Selbstbestimmung und Antirassismus[17]
- Bruderschaft der Vagabunden, eine internationale Bewegung von Landstreichern und Vagabunden von 1927 bis 1933.
- Bund herrschaftsloser Sozialisten, ein anarchistischer Zusammenschluss zahlreicher Verbände, Vereinigungen und Gruppen.
- Bergpartei, die „ÜberPartei“, eine Berliner dadaistisch-ökoanarchistische Kleinpartei aus der Hausbesetzerszene

## C
- Common Struggle (ehemals NEFAC). Anarcho-kommunistische Anarchistische Föderation in Nordamerika.
- Confederación General del Trabajo. Abspaltung des reformistischen Flügels der CNT.
- Confederación Nacional del Trabajo. Eine anarchosyndikalistische Gewerkschaft in Spanien.
- Confédération nationale du travail. Zwei Gewerkschaften in Frankreich tragen diesen Namen. Mit ihrem Namen bezogen sie sich auf die spanische Confederación Nacional del Trabajo.

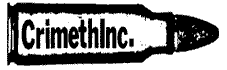
Ein Logo von CrimethInc.

- CrimethInc., ein loses Kollektiv mit Wurzeln in der Hardcore Punk–Szene
- Ceskoslovenská anarchistická federace (CSAF). Anarchistische Föderation in der Tschechoslowakei.[18]

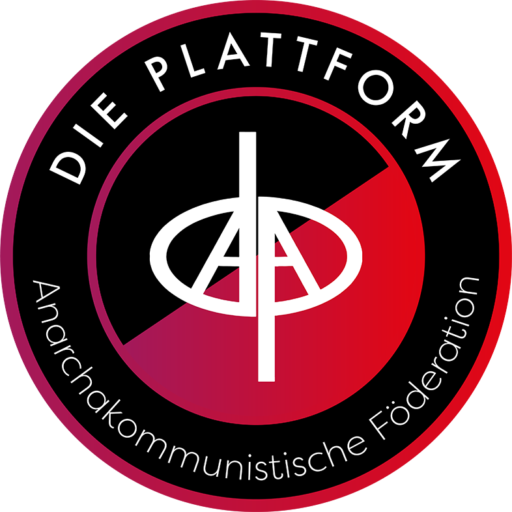
Logo der plattform

## D
- die plattform – anarchakommunistische, 2019 gegründete Organisation, die sich auf den Plattformismus beruft.
- Diggers, eine englische Gruppe, die 1649 unter dem Namen True Levellers von Gerrard Winstanley gegründet wurde.

## E
- Eurodusnie. Das Kollektiv Eurodusnie wurde 1997 aus Protest gegen den Vertrag von Amsterdam gegründet und gilt als das beste organisierte anarchistische Kollektiv in den Niederlanden.
- Estonian Anarchist Party (Eesti Anarhistliku Partei), Estland[19]

## F
- Fédération Anarchiste, Anarchistische Föderation französischer Sprache.[20] Gruppe Straßburg[21]
- Federación Anarquista Ibérica (FAI) (deutsch: Iberische Anarchistische Föderation). Zusammenschluss der União Anarquista Portuguesa (Anarchistische Portugiesische Union) und der Federación Nacional de Grupos Anarquistas de España (Nationalföderation der Anarchistischen Gruppen in Spanien)[22]
- Federazione Anarchica Informale (FAI, Informelle Anarchistische Föderation), international agierende italienische Gruppe
- Federazione Anarchica Italiana (FAI), Italienische anarchistische Föderation[23]
- Federação Anarquista do Rio de Janeiro (FARJ). Anarchistische Föderation die am 30. August 2003 gegründet wurde.[24]
- Federación Anarquista Uruguaya (FAU), gegründet 1957. Anarchistische Föderation in Uruguay[25]
- Federación Ibérica de Juventudes Libertarias (Iberische anarchistische Föderation der Jugend, FIJL). 1932 in Madrid gegründet. Neugründung 2007 unter dem Namen Federación Ibérica de Juventudes Anarqistas (FIJA).[26]
- Federación Libertaria Argentina (FLA), libertäre Föderation in Buenos Aires.[27]
- Federación Obrera Regional Argentina (FORA). Gegründet 1921. Die FORA war ein argentinischer Gewerkschaftsdachverband mit anarchistischer beziehungsweise anarchokommunistischer Ausrichtung.
- Föderation anarchistisches Organisieren (Federacija za anarhistično organiziranje) in Slowenien, unter anderem mit libertärer Buchmesse.[28]
- Föderation deutschsprachiger Anarchist*innen

Logo der Föderation deutschsprachiger Anarchist*innen

- Föderation freiheitlicher Sozialisten, eine Nachfolge-Organisation der Freie Arbeiter-Union Deutschlands (FAUD) von 1947 bis um 1970 und die damals größte anarchosyndikalistische Organisation nach dem Zweiten Weltkrieg.
- Föderation Gewaltfreier Aktionsgruppen (FöGA), 1980 gegründet als bundesweiter Zusammenschluss anarchistisch-pazifistischer Gruppen.
- Föderation Kommunistischer Anarchisten Deutschlands (FKAD) war eine kommunistisch-anarchistische Organisation, gegründet 1919.

- Freie Arbeiter-Union Deutschlands, entstanden am 15. September 1919 durch Umbenennung aus der Freien Vereinigung deutscher Gewerkschaften (FVDG). Sie war bis zu ihrer Auflösung 1933 die wichtigste Organisation des deutschen Anarchosyndikalismus.
- Freie Arbeiterinnen- und Arbeiter-Union, anarchosyndikalistische Gewerkschaft in Deutschland seit 1977

## G
- Gilde freiheitlicher Bücherfreunde. Die anarchosyndikalistische Organisation existierte von 1919 bis 1933.

## I
- Industrial Workers of the World. Gegründet, als weltweite Gewerkschaft, auf einem Kongress am 27. Juni 1905 in Chicago von Delegierten verschiedener Einzelgewerkschaften, Sozialisten und militanten Arbeiterführern.

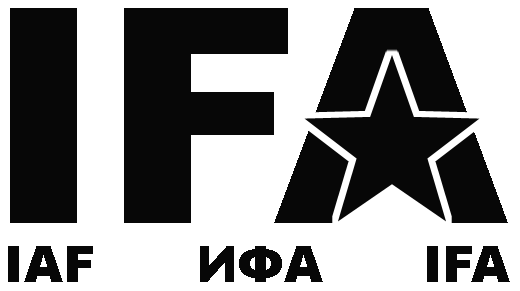
Logo der IFA

- Internationale der Anarchistischen Föderationen. Die 1968 gegründete IFA-IAF ist ein Zusammenschluss von regionalen anarchistischen Föderationen
- Internationale Arbeiterassoziation (IAA). War der erste internationale (in London 1864) gegründete Zusammenschluss von Arbeitergesellschaften. Später auch Erste Internationale genannt.
- Internationale ArbeiterInnen-Assoziation. Früher: Internationale Arbeiterassoziation (international auch: Asociación Internacional de los Trabajadores (AIT) bzw. International Workers Association (IWA) genannt), ein internationaler Zusammenschluss anarchosyndikalistischer Gewerkschaften.
- Internationale Konföderation der Arbeiter*innen (IKA). Ein 2018 gegründeter Zusammenschluss anarcho-syndikalistischer Gewerkschaften, nachdem diese teilweise aus der IAA ausgeschlossen wurden.
- International Libertarian Solidarity, die Internationale libertäre Solidarität wurde 2001 in Madrid gegründet und ist die jüngste anarchistische Weltorganisation.

## J
- Juraföderation, eine anarchistische Sektion der Ersten Internationale.

## K
- Kabouterbewegung. Anarchistisch inspirierte Gruppe der niederländischen Protestbewegung von 1969 bis 1974. Hauptinitiatoren waren Roel van Duijn und Robert Jasper Grootveld.
- Karakök Autonome. Im Mai 2007 sammelten sich Anarchisten in Istanbul erstmals unter dem Namen „Karakök Autonome“. Aufgrund des engen politischen und freundschaftlichen Austauschs mit den dortigen Genossen, beschlossen in der Schweiz aktive Anarchisten, diesen Namen zu übernehmen.[29]

## L
- Libertäre Sozialisten Dänemark[30]
- Lokalisten, Vorläufer der Freien Arbeiter-Union Deutschlands.
- Los Solidarios, 1920 von den Anarchisten Buenaventura Durruti, Francisco Ascaso, Gregorio Jover und Garcia Oliver in Barcelona gegründet.

## M
- Melbourne Anarchist Club (Australien)[31]
- Movimiento Libertario Cubano (MLC). Libertäre Föderation in Cuba[32]
- Mujeres Libres. Anarchafeministische Frauenorganisation im Spanischen Bürgerkrieg.

## N
- Nabat Confederation of Anarchist Organizations. Von 1918 bis 1920 in der Ukraine.
- NEFAC → siehe Common Struggle
- New York Metro Alliance of Anarchists (Stadtallianz New Yorker Anarchisten, NYMAA) wurde im März 2006 gegründet und ist ein Bündnis Antiautoritärer und Anarchisten, welches ausschließlich in der Metropolregion New York aktiv ist.[33]
- No Border Netzwerk, gegründet 1999, ist ein offenes Bündnis für Reise- und Niederlassungsfreiheit
- Northwest Anarchist Federation (NAF/NWAF), Föderation von revolutionären Gewerkschaften und Kollektiven in den USA und Kanada.

## O
- Omladina, anarchistischer tschechischer Geheimbund

## P

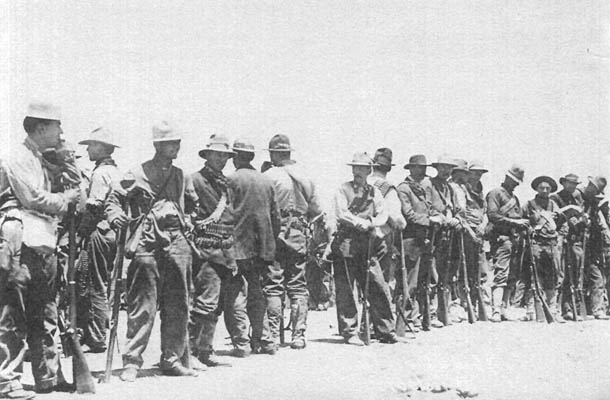
Soldaten des PLM 1911 in Tijuana

- Partido Liberal Mexicano (PLM), mexikanische Partei mit anarchosyndikalistischer Ausrichtung.
- Pinksterlanddagen. Die größte anarchistische Veranstaltung und Organisation der libertären Bewegung in den Niederlanden.
- Plattform → siehe die plattform
- Provo-Bewegung. Eine niederländische Protestbewegung Mitte der 1960er Jahre, stark vom Anarchismus inspiriert.

## R
- Red and Anarchist Skinheads (RASH), kommunistisch-anarchistische Vereinigung.
- Revolutionär Anarchistischer Widerstand Windeck (RAW)[34]

## S
- Schwarze Scharen. Anarchistische und anarchosyndikalistische Jugendliche bildeten Widerstandsgruppen zu Beginn des Nationalsozialismus.
- Socialist Revolutionary Anarchist Party (Partito Socialista Anarchico Rivoluzionario). Gegründet im Januar 1891.
- Sozialistischer Bund (1908) (SB). Der SB wurde 1908 gegründet als dezentral organisierte Kommunen.
- Syndikalistisch-Anarchistische Jugend Deutschlands (SAJD). Die SAJD existierte von 1920 bis 1933 und war eine deutsche anarchosyndikalistische Jugendföderation.
- Syndikalistischer Frauenbund (SFB). Eine 1921 innerhalb der Freien Arbeiter-Union Deutschlands entstandene Fraueninitiative.
- Sveriges Arbetares Centralorganisation, 1910 von Arbeitern gegründet. Eine schwedische, syndikalistische Gewerkschaft mit anarcho-syndikalistischen Wurzeln.

## T
- Tupamaros München (TM), militante Gruppe.
- Tupamaros West-Berlin (TW), militante Gruppe.

## U
- Unione Sindacale Italiana (USI). Die Union der italienischen Syndikalisten ist der Dachverband der italienischen Syndikalisten.
- Up Against the Wall Motherfuckers, war eine anarchistisch ausgerichtete, auch von den Situationisten beeinflusste Künstler- und autonome Gruppe in New York City.
- Uruguayan Anarchist Federation, (Federación Anarquista Uruguaya), anarchistische Föderation in Uruguay, gegründet 1956.[35]

## V
- El Libertario, Venezuela[36]

## W
- Wildcat Anarchist Collective. „Wildcat calls itself a class-struggle anarchist group“[37]

## Y
- Youth International Party, frühere politische Partei in den USA, stark vom Anarchismus inspiriert. Die Mitglieder waren bekannt als Yippies. Eine politische Variante der Hippies.

## Lokale anarchistische Gruppen
- La Banda Vaga. Rätekommunistische–anarchistische Gruppe in Freiburg, seit 1997
- Anarchistische Gruppe Freiburg
- Anarchistische Gruppe/Rätekommunisten (AG/R!).
- Libertäre Aktion Winterthur (LAW).
- Anarchistische Föderation Berlin
- Libertäres Netzwerk Dresden (LNDD).
- Anarchistische Gruppe Mannheim (AGM)
- Antinationale Offensive Saar (ANO Saar)
- Libertäres Bündnis Ludwigsburg (LB)².
- Anarchistische Gruppe Freiburg
- Anarchistische Gruppe Ortenau (AGO)
- Libertäre Gruppe Karlsruhe (LKA)
- Anarchistische Umtriebe Augsburg (AUA)
- Anarchistisches Netzwerk Südwest
- Anarchistisches Netzwerk Freiburg – ANNE Freiburg
- Anarchist Black Cross Berlin
- Autonome Gruppe Miltenberg
- Anarchistische Gruppe Rostock
- Anarchistischer Arbeitskreis Augsburg / Ak Libertad
- Karakök Autonome TR/CH
- Anarchistische Föderation Rhein/Rhuhr
- Anarchistische Gruppe Köln

## Weiterführende Literatur
- Rudolf Berner: Die Unsichtbare Front. Bericht über die illegale Arbeit in Deutschland. → Kurzinformationen über: Allgemeine Arbeiter-Union Deutschlands (AAUD), S. 77 / Anarchistische Föderation (AF): 71, 88, 99 / Confederación National del Trabajo (CNT): 12, 16, 18, 77 f., 81, 111, 114 f., 119 f., 121–126, 132 f., 135, 147 bis 150 / Federación Anarquista Iberíca (FAI): 12, 16, 77, 81, 111, 114 f., 119 f., 121 bis 126, 132 f., 135, 147 bis 150. / Föderation Freiheitlicher Sozialisten (FFS): 59, 82. / Föderation kommunistischer Anarchisten Deutschlands (FKAD): 11–13, 20, 30 f., 53, 55, 71, 88 f. / Freie Arbeiter-Union Deutschlands (Anarcho-Syndikalisten) (FAUD): 13–15, 20, 46, 48 f., 54 f., 58 f., 68, 74, 78, 83–93, 95 bis 99, 101, 104, 111, 114, 116 f., 120, 122, 128, 138, 140, 143 bis 146. / Gilde freiheitlicher Bücherfreunde (GfB): 46, 84, 87f. / Internationale Arbeiter-Assoziation (IAA): 9, 13, 15–17, 88, 90–93, 102f., 105, 111, 114–116, 123, 126f., 132 bis 134, 140, 146 bis 151. / Sveriges Arbetares Centralorganisation (SAC): 12 f., 15–17, 80, 95, 109, 113, 131. / Syndikalistisch-Anarchistische Jugend Deutschlands (SAJD): 48, 53, 58 / Syndikalistischer Frauenbund: 78. Libertad Verlag, Potsdam 1997, ISBN 3-922226-23-X.
- Juan Gomez Casas: Anarchist Organisation: The History of the F.A.I. Black Rose Books, 1996,  ISBN 978-0-920057-38-4.
- Wolfgang Haug, Zum Thema Anarchismus: Anarchistische Organisationen – Die FAUD – Was wollten die Syndikalisten? In Heft 5 (1994) der Erich-Mühsam-Gesellschaft.
- Paul Sharkey (Hrsg.): The Federacion Anarquista Uruguaya (FAU): Crisis, Armed Struggle and Dictatorship, 1967–1985. Kate Sharpley Library, 2009, ISBN 978-1-873605-69-1.
- Günter Bartsch, Der internationale Anarchismus: 1862–1972. Niedersächsische Landeszentrale für politische Bildung. Hannover 1972. Ohne ISBN. (Signatur in der DNB: D 72/28259)